# Arouca (Trinité-et-Tobago)
Pour les articles homonymes, voir Arouca (homonymie).
Arouca est une ville de Trinité-et-Tobago située sur l'île de Trinité.